# Famille d'Abon (Dauphiné)
Pour les articles homonymes, voir Abon.
La famille d'Abon est une ancienne famille noble originaire du Gapençais, éteinte au XVIIIe siècle. 

## Histoire
La famille d'Abon est, pour Georges de Manteyer, probablement l'une des plus anciennes familles de Gap qu'il rattache à Abbon, recteur de Maurienne et de Suse, patrice de Provence en 726. La lignée principale obtient le 15 février 1515 des lettres patentes affirmant sa noblesse. En 1500, Pierre d'Abon est admis à Malte. Les d'Abon se transmettent une charge de notaire, à Gap, cette fonction n'étant pas dérogeante en Dauphiné,.

## Personnalités
- Abo, vivant en 1029,
- Abo II, seigneur de Bréziers en 1095,
- Pierre, croisé en 1095,
- Pierre, consul de Gap, Châtelain delphinal de Montalquier en 1333,
- Jean II, consul de Gap en 1559,
- Jean, avocat, consul de Gap en 1644,
- Melchior, lieutenant pour le Roi à Château-Dauphin en 1686,
- Charles-Louis, colonel du Génie, maire de Gap en 1814.

## Titres
- Marquis d'Abon (par courtoisie),
- Chevalier d'Abon.

## Armes
| Image | Armoiries |
| ----- | --- |
|       | Armes: Emmanché en fasces d'or et d'azur de six pièces et deux demies, les extrémités pommetées - Devise : Union Maintient. |

## Alliances notables
- Dauphiné : de Moustier, de Gauthier, de Turrier, de Poligny, de Resvillac, de Capris, le Blanc de Châteauvillard, de Reynard, de Chevalier de Sinard, du Suau de La Croix, de Bardonnèche, de Varey, d'Agoult, de Bonne, Pinet de Manteyer, d'Armand de Lus.